# Boom Pop Festival Ljubljana '74
Boom Pop Festival Ljubljana '74 je dvojni album v živo s posnetki z BOOM Festivala 1974. Festival se je odvijal 10. in 11. maja 1974 v Hali Tivoli v Ljubljani. Festivala se je udeležilo veliko izvajalcev: Bijelo dugme, Boomerang, Cvrčak i mravi, Tomaž Domicelj, Hobo, Grupa 220, Jutro, Ivica Percl, Prošlo Vreme, S vremena na vreme, Sedam svetlobnih let, Sunce, Zenit, YU Grupa, Drago Mlinarec, Nirvana in Grupa Marina Škrgatića. Posebej za ta festival se je formirala superskupina Boom '74 Pop Selekcija.

## Seznam skladb
| A stran | A stran                                   | A stran          | A stran |
| Št.     | Naslov                                    | Izvajalec        | Dolžina |
| ------- | ----------------------------------------- | ---------------- | ------- |
| 1.      | „Tarantela‟ (Zoran Crnkovič)              | Jutro            | 4:42    |
| 2.      | „Možda jednom‟ (Mato Došen, Đurđa Otržan) | Hobo             | 4:49    |
| 3.      | „Ne reci‟ (A. Knezović)                   | Prošlo vrijeme   | 2:22    |
| 4.      | „Krinko razkrinkaj‟ (7 svetlobnih let)    | 7 svetlobnih let | 6:59    |

| B stran | B stran                                   | B stran                     | B stran |
| Št.     | Naslov                                    | Izvajalec                   | Dolžina |
| ------- | ----------------------------------------- | --------------------------- | ------- |
| 1.      | „Čovjek - bubanj‟ (Grupa 220)             | Grupa 220                   | 5:55    |
| 2.      | „Odisej‟ (Ljubomir Ninković)              | S vremena na vreme          | 2:27    |
| 3.      | „Blues na deževen dan‟ (Tomaž Domicelj)   | Tomaž Domicelj & prijatelji | 4:21    |
| 4.      | „Ove ću noći naći blues‟ (Goran Bregović) | Bijelo dugme                | 6:30    |

| C stran | C stran                                          | C stran        | C stran |
| Št.     | Naslov                                           | Izvajalec      | Dolžina |
| ------- | ------------------------------------------------ | -------------- | ------- |
| 1.      | „Kaži mala, kaži‟ (Branko Pražić)                | Cvrčak i mravi | 5:04    |
| 2.      | „Moja bol‟ (Bumerang)                            | Bumerang       | 5:04    |
| 3.      | „Stara kuća je prazna‟ (Sead Lipovača)           | Zenit          | 4:23    |
| 4.      | „Sunce‟ (Ladislav Račić, Srđan Jug, Vlado Sunko) | Sunce          | 3:01    |

| D stran | D stran                                                | D stran                | D stran |
| Št.     | Naslov                                                 | Izvajalec              | Dolžina |
| ------- | ------------------------------------------------------ | ---------------------- | ------- |
| 1.      | „Svaki svojoj obali pliva‟ (D. Bibanović, Ivica Percl) | Ivica Percl            | 4:44    |
| 2.      | „Tema za pop LP‟ (Miljenko Prohaska)                   | Boom '74 Pop Selekcija | 6:58    |
| 3.      | „Ostavi trag & Majko Zemljo‟ (Janez Bončina)           | Boom '74 Pop Selekcija | 6:35    |

## Zasedbe
| - Marino Dugaro – bas kitara, vokal - Tone Dimnik – bobni - Zoran Crnkovič – kitara, vokal - Alan Jakin – kitara, vokal - Vlado Georgiev – bas kitara - Boris Trubić – konge - Hrvoje Galeković – bobni - Mato Došen – klaviature, vokal - Jadranka Budić – kitara - Josip Belamarić – violina - Mario Ledinsky – violina - Borislav Ostojić – akustična kitara, vokal - Marino Jelavić – akustična kitara, vokal - Đurđa Kvež – vokal - Andrej Trobentar – akustična kitara, vokal, orglice - Andrej Veble – bas kitara, vokal - Jani Tutta – bobni - Boris Bele – kitara, vokal - Dušan Žiberna – kitara - Borut Činč – orgle - Nenad Zubak – bas kitara - Piko Stančić – bobni - Husein Hasanefendić – kitara - Jurica Pađen – kitara - Ljubomir Ninković – akustična kitara, vokal - Miomir Đukić – akustična kitara, vokal - Vojislav Đukić – akustična kitara, vokal - Asim Sarvan – vokal - Tomaž Domicelj – kitara - Dragan Gajić - Gajo – bobni - Miro Tommasini - Tomas – bas kitara | - Zoran Redžić – bas kitara - Goran Ivandić – bobni - Goran Bregović – kitara - Vladimir Pravdić – orgle - Željko Bebek – vokal - Aleksandar Pražić – bas kitara, vokal - Branko Pražić – bobni, vokal - Esad Bejtović – kitara - Vojin Tišma – kitara - Bruno Langer – bas kitara, vokal - Zlati Klun – bobni - Veri Gorjup – kitara - Nihad Jusufhodžić – bas kitara - Dario Orioli – bobni - Sead Lipovača – kitara - Ante Janković – vokal - Mladen Duplančić – bas kitara - Goran Reić – bobni - Ladislav Račić – kitara - Vlado Sunko – orgle - Srđan Jug – vokal - Ivica Percl – akustična kitara, orglice, vokal - Dado Topić – bas kitara, vokal - Braco Doblekar – konge - Ratko Divjak – bobni - Miljenko Prohaska – električni bas - Tihomir Pop Asanović – električni klavir, orgle - Jernej Podboj – tenor saksofon - Boris Šinigoj – pozavna - Petar Ugrin – trobenta - Stanko Arnold – trobenta - Janez Bončina – vokal |